# Il'ja Semënovič Ostrouchov
Il'ja Semënovič Ostrouchov (in russo Илья Семёнович Остроухов?; Mosca, 20 luglio 1858 – Mosca, 8 luglio 1929) è stato un pittore russo.

## Biografia

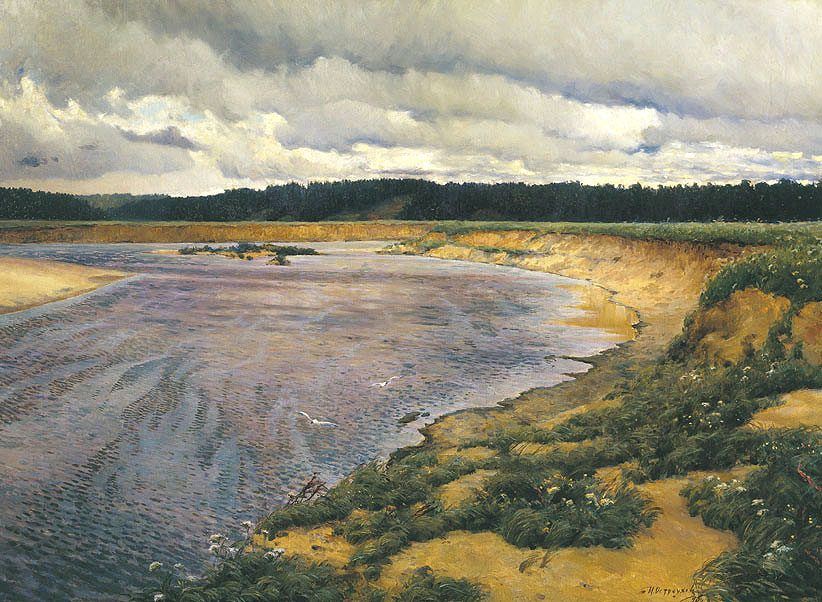
Siverko (1890), Galleria Tret'jakov

Ostrouchov fu un pittore, un collezionista e un mecenate, proveniente da una famiglia di ricchi commercianti.
Nel 1870, si iscrisse all'Accademia di Mosca delle scienze commerciali, e durante i suoi studi si interessò alla zoologia e iniziò una corrispondenza con il biologo e scrittore tedesco Alfred Edmund Brehm.
Cominciò a dipingere in età adulta, senza aver effettuato corsi di studio particolari, ma solamente spinto dalla grande passione per l'arte.
Durante la sua fase di formazione seguì gli insegnamenti privati e gli aiuti di Aleksandr Aleksandrovič Kiselëv, di Il'ja Efimovič Repin e di Pavel Petrovič Čistjakov.
Partecipò sin dal 1886 alle iniziative degli Ambulanti (Peredvižniki), un gruppo di artisti realisti russi che protestarono contro le restrizioni accademiche e che formò una cooperativa che evolvette nella società per mostre itineranti nel 1870, anche con lo scopo di far uscire l'arte dai grandi centri e di diffonderla nelle campagne, nelle piccole località, con la speranza di educare il popolo all'estetica elevandolo socialmente.
Ostrouchov dopo essere entrato nella associazione degli Ambulanti, ne seguì gli intendimenti nei suoi paesaggi, tra i quali Autunno dorato (1886), Primo verde (1887), Vento del nord (1890), Siverko (1890), Lo stagno (1899), in cui egli diede una rappresentazione commossa e poetica della natura russa.
In seguito strinse amicizia con il ritrattista Valentin Aleksandrovič Serov e con il paesaggista Isaak Il'ič Levitan, e diventò membro del loro gruppo.
Nel 1887 Ostrouchov viaggiò in Italia, insieme a Serov e ai fratelli Mamontov, visitando Venezia, Firenze e Milano. Per consentire a Serov, che non era ricco, di permettersi la trasferta, Ostrouchov e Mamontov gli procurarono alcuni lavori su commissione.
Ostrouchov dipinse soprattutto paesaggi, molti dei quali sono conservati al Museo russo di San Pietroburgo e alla Galleria Tret'jakov di Mosca.
Ostrouchov fu membro dell'Accademia della Arti e la sua preziosa e vasta collezione d'arte,
costituita da oltre trecento dipinti e cinquecento disegni, per lo più di artisti russi, ma anche di  Edgar Degas, Édouard Manet, Pierre-Auguste Renoir e Henri Matisse, oltre ad una delle più importanti raccolte private di antiche icone russe, fu trasformata in museo statale di cui egli diventò fino alla morte il direttore; la collezione poi passò alla Galleria Tret'jakov. Possedeva anche una biblioteca di oltre dodicimila volumi, tra cui una copia della Divina Commedia del 1515 e un Decameron del 1757.

## Opere
- Autunno dorato (1886);
- Primo verde (1887);
- Vento del nord (1890);
- Siverko (1890);
- Lo stagno (1899).

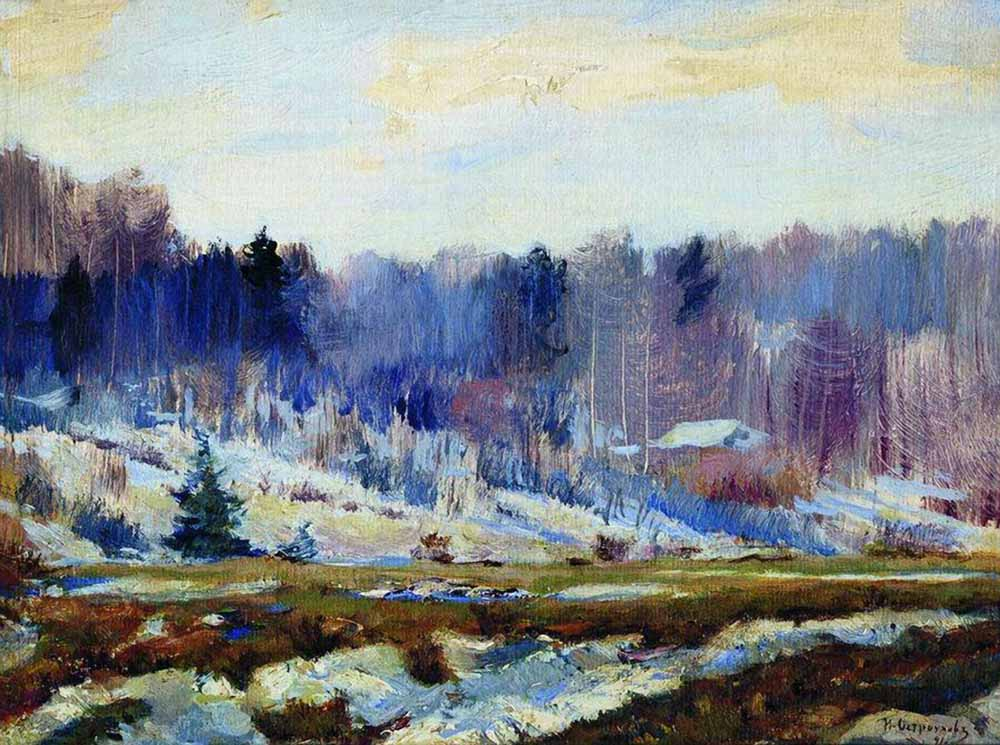
L'ultima neve (prima del 1900)
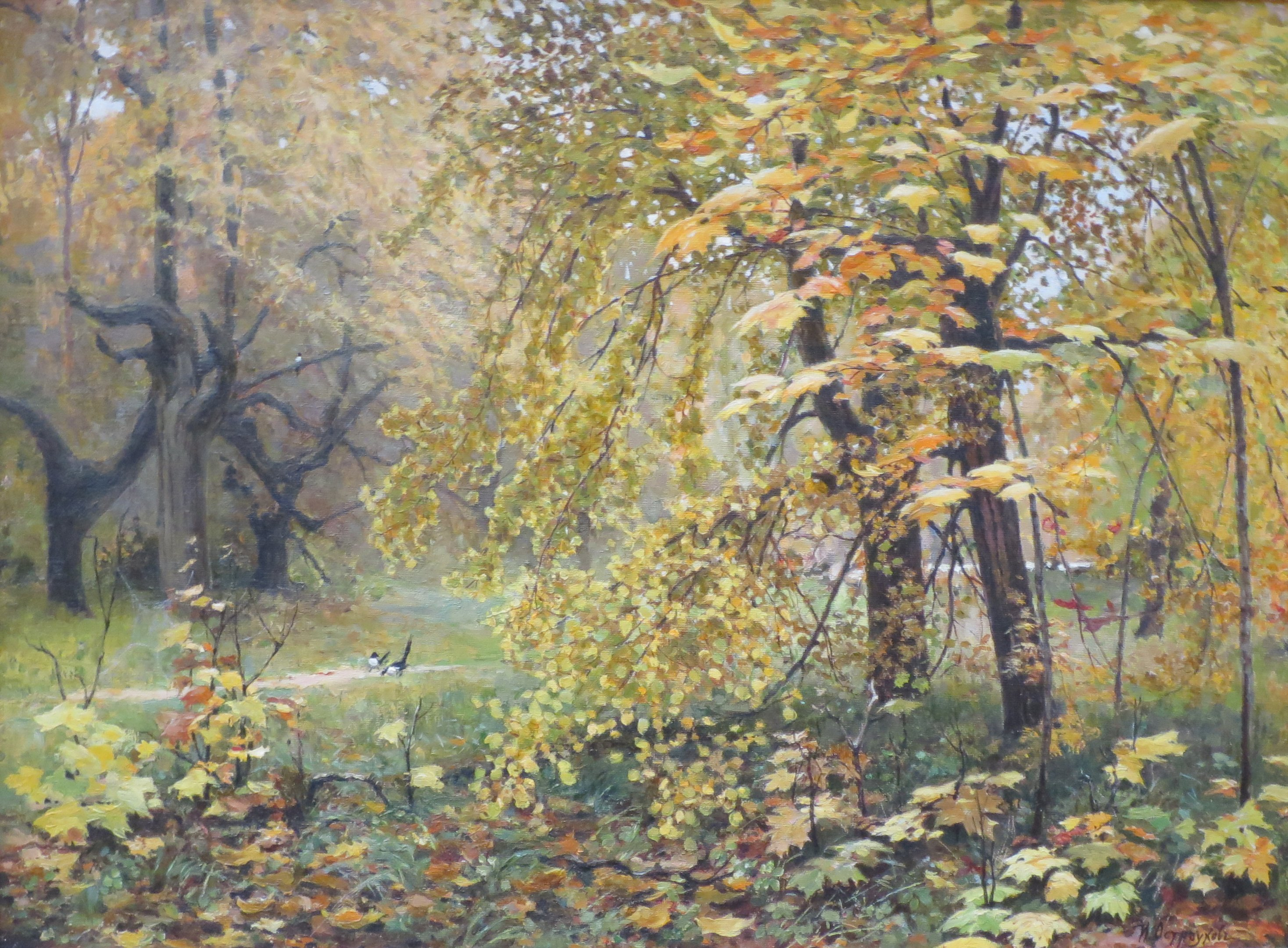
Autunno dorato,  Galleria Tret'jakov